# 博富尔-德吕瓦勒
博富尔-德吕瓦勒（法語：Beaufour-Druval，法語發音：[bofuʁ dʁyval] ⓘ）是法国卡尔瓦多斯省的一个市镇，属于利雪区。该市镇于1972年由原市镇博富尔（Beaufour）、德吕瓦勒（Druval）和圣欧班莱比宰（Saint-Aubin-Lébizay）合并而成。

## 地理
博富尔-德吕瓦勒（49°12'50"N, 0°1'33"E）面积11.34 平方千米，位于法国诺曼底大区卡爾瓦多斯省，该省份为法国西北部沿海省份，北濒大西洋英吉利海峡，东北与滨海塞纳省以海上边界相接，东临厄尔省，南至奧恩省，西与芒什省接壤。
与博富尔-德吕瓦勒接壤的市镇（或旧市镇、城区）包括：欧维拉尔、欧日地区伯夫龙、博讷博、克雷斯沃耶、达内斯塔勒、勒庞蒂尼、吕梅尼勒、圣茹安。
博富尔-德吕瓦勒的时区为UTC+01:00、UTC+02:00（夏令时）。

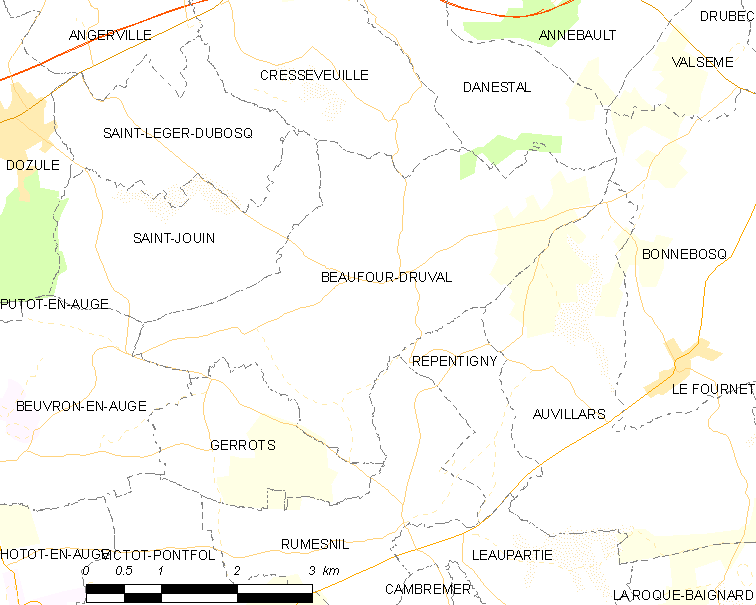
博富尔-德吕瓦勒的OSM定位图

## 行政
博富尔-德吕瓦勒的邮政编码为14340，INSEE市镇编码为14231。

## 政治
博富尔-德吕瓦勒所属的省级选区为梅济东瓦莱多日县。

## 人口

1962-2008年间博富尔-德吕瓦勒人口变化图示

博富尔-德吕瓦勒于2022年1月1日时的人口数量为444人。